# Peng Dehuai
Peng Dehuai (chinês: 彭德怀, pinyin: Péng Déhuái; 24 de outubro de 1898 – 29 de novembro de 1974) foi um proeminente líder militar Comunista chinês, que serviu como Ministro da Defesa da China de 1954 a 1959. 

## Vida
Peng nasceu em uma família camponesa pobre e recebeu vários anos de educação primária antes que a pobreza de sua família o obrigasse a suspender seus estudos aos dez anos de idade e a trabalhar por vários anos como operário. Quando tinha dezesseis anos, Peng tornou-se um soldado profissional. Nos dez anos seguintes, Peng serviu nos exércitos de vários exércitos de senhores da guerra baseados em Hunan, elevando-se do posto de soldado raso de segunda classe a major. Em 1926, as forças de Peng se juntaram ao Kuomintang e Peng foi apresentado ao comunismo. Peng participou do Expedição do Norte, e apoiou a tentativa de Wang Jingwei de formar um governo Kuomintang de esquerda baseado em Wuhan. Depois que Wang foi derrotado, Peng voltou brevemente às forças de Chiang Kai-shek antes de ingressar no Partido Comunista Chinês, aliando-se a Mao Zedong e Zhu De.
Peng foi um dos generais mais graduados que defendeu o soviete de Jiangxi das tentativas de Chiang de capturá-lo, e seus sucessos foram rivalizados apenas por Lin Biao. Peng participou da Longa Marcha e apoiou Mao Zedong na Conferência de Zunyi, que foi fundamental para a ascensão de Mao ao poder. Durante a Segunda Guerra Sino-Japonesa de 1937–1945, Peng foi um dos mais fortes defensores da busca de um cessar-fogo com o Kuomintang, a fim de concentrar os recursos coletivos da China na resistência ao Império Japonês. Peng era o comandante sênior nos esforços combinados do Kuomintang-comunista para resistir à ocupação japonesa de Shanxi em 1937; e, em 1938, estava no comando de dois terços do Oitavo Exército de Rota. Em 1940, Peng conduziu a Ofensiva dos Cem Regimentos, um grande esforço comunista para interromper as redes logísticas japonesas no norte da China. A Ofensiva dos Cem Regimentos teve um sucesso modesto, mas as disputas políticas dentro do Partido Comunista levaram Peng a ser chamado de volta a Yan'an, e ele passou o resto da guerra sem um comando ativo. Depois que os japoneses se renderam, em 1945, Peng recebeu o comando das forças comunistas no noroeste da China. Ele era o comandante mais graduado responsável por defender a liderança comunista em Shaanxi das forças do Kuomintang, salvando Mao de ser capturado pelo menos uma vez. Peng finalmente derrotou o Kuomintang no noroeste da China, capturou grandes quantidades de suprimentos militares e incorporou ativamente a enorme área, incluindo Xinjiang, na República Popular da China.
Peng foi um dos poucos líderes militares de alto escalão que apoiou as sugestões de Mao de envolver a China diretamente na Guerra da Coreia de 1950-1953 e serviu como comandante direto do Exército Voluntário do Povo Chinês durante a primeira metade da guerra (embora Mao e Zhou Enlai eram tecnicamente mais seniores). As experiências de Peng na Guerra da Coréia o convenceram de que as forças armadas chinesas precisavam se tornar mais profissionais, organizadas e bem equipadas para se preparar para as condições da guerra técnica moderna. Porque a União Soviéticaera o único país comunista então equipado com um exército totalmente moderno e profissional, Peng tentou reformar as forças armadas da China no modelo soviético nos anos seguintes, tornando o exército menos político e mais profissional (contrário aos objetivos políticos de Mao). Peng resistiu às tentativas de Mao de desenvolver um culto à personalidade durante a década de 1950; e, quando as políticas econômicas de Mao associadas ao Grande Salto Adiante causaram uma fome nacional, Peng passou a criticar a liderança de Mao. A rivalidade entre Peng e Mao culminou em um confronto aberto entre os dois na Conferência de Lushan de 1959. Mao venceu o confronto, rotulou Peng como líder de uma "camarilha antipartido" e expurgou Peng de todas as posições influentes pelo resto de sua vida.
Peng viveu na obscuridade virtual até 1965, quando os reformadores Liu Shaoqi e Deng Xiaoping apoiaram o retorno limitado de Peng ao governo, desenvolvendo indústrias militares no sudoeste da China. Em 1966, após o advento da Revolução Cultural, Peng foi preso pelos Guardas Vermelhos. De 1966 a 1970, facções radicais dentro do Partido Comunista, lideradas por Lin Biao e a esposa de Mao, Jiang Qing, apontaram Peng para perseguição nacional, e Peng foi publicamente humilhado em numerosas sessões e submetido a tortura física e psicológica em esforços organizados para forçar Peng a confessar seus "crimes" contra Mao Zedong e o Partido Comunista. Em 1970, Peng foi formalmente julgado e condenado à prisão perpétua e morreu na prisão em 1974. Depois que Mao morreu em 1976, o antigo aliado de Peng, Deng Xiaoping, emergiu como o líder supremo da China. Deng liderou um esforço para reabilitar formalmente pessoas que haviam sido perseguidas injustamente durante a Revolução Cultural, e Peng foi um dos primeiros líderes a ser reabilitado postumamente, em 1978. Na China moderna, Peng é considerado um dos generais mais bem-sucedidos e altamente respeitados na história do Partido Comunista Chinês.